# Liste der Nebeneinkünfte der Mitglieder des Bundestags in der 19. Wahlperiode
In der Liste der Nebeneinkünfte der Mitglieder des Bundestags werden die Bruttoeinkünfte der Abgeordneten aus deren bezahlten Nebentätigkeiten während der 19. Wahlperiode (2017–2021) geführt. Bei den Beträgen handelt es sich um Bruttoumsätze vor Abzug von etwaigen Kosten und Abgaben. Es werden die Umsätze seit Beginn der Legislaturperiode gelistet. In der Liste werden derzeit nur Mitglieder des Bundestags mit Nebeneinkünften über 50.000 Euro gelistet.
Quelle der Daten sind die Nebeneinkünfte, die bei Abgeordnetenprofilen auf der Bundestagswebsite in Einkommensstufen veröffentlicht werden. Es sind keine exakten Beträge. Deshalb wird bei jeder Nebentätigkeit von der Untergrenze der angegebenen Stufe ausgegangen.
| Name                       | Fraktion     | Mindest-Einkünfte in € (Stand Juli 2019) | Beruf                                                        | Art der Nebentätigkeit / Bemerkungen |
| -------------------------- | ------------ | ---------------------------------------- | ------------------------------------------------------------ | --- |
| Sebastian Brehm            | CDU/CSU      | 1.383.500                                | Steuerberater                                                | Einkünfte aus Tätigkeiten als Geschäftsführer mehrerer Steuerberatungsgesellschaften |
| Hans-Georg von der Marwitz | CDU/CSU      | 1.223.500                                | Landwirt und Waldbesitzer                                    | Einnahmen aus landwirtschaftlichen Betrieb ohne Abzug von Kosten. Von der Marwitz bezeichnet die Berechnung daher als grotesk und plädiert dafür, die Einkommensteuererklärung offenzulegen. |
| Carl-Julius Cronenberg     | FDP          | 1.106.500                                | geschäftsführender Gesellschafter des Familienunternehmens   | |
| Albert Stegemann           | CDU/CSU      | 1.035.500                                | Landwirt                                                     | |
| Enrico Komning             | AfD          | 760.000                                  | Rechtsanwalt                                                 | |
| Michael Kuffer             | CDU          | 639.000                                  | Rechtsanwalt                                                 | |
| Johannes Röring            | CDU/CSU      | 620.000                                  | Landwirt                                                     | |
| Hans Michelbach            | CDU/CSU      | 500.000                                  | persönlich haftender Gesellschafter eines Projektentwicklers | |
| Peter Ramsauer             | CDU/CSU      | 487.500                                  | Gesellschafter des Familienbetriebs, Aufsichtsrat            | |
| Olav Gutting               | CDU/CSU      | 450.000                                  | Rechtsanwalt                                                 | |
| Judith Skudelny            | FDP          | 430.000                                  | Rechtsanwältin, Insolvenzverwalterin                         | |
| Uwe Kamann                 | fraktionslos | 377.000                                  |                                                              | |
| Gregor Gysi                | Linke        | 342.000                                  | Rechtsanwalt                                                 | |
| Markus Herbrand            | FDP          | 314.500                                  |                                                              | |
| Christian Lindner          | FDP          | 311.500                                  |                                                              | |
| Tino Chrupalla             | AfD          | 269.000                                  |                                                              | |
| Rudolf Henke               | CDU/CSU      | 234.500                                  |                                                              | |
| Mark Hauptmann             | CDU/CSU      | 233.000                                  |                                                              | |
| Kirsten Lühmann            | SPD          | 228.000                                  |                                                              | |
| Martin Burkert             | SPD          | 191.000                                  |                                                              | |
| Hans-Jürgen Irmer          | CDU/CSU      | 188.000                                  |                                                              | |
| Josef Rief                 | CDU/CSU      | 181.500                                  |                                                              | |
| Stefan Ruppert             | FDP          | 168.500                                  |                                                              | |
| Sigmar Gabriel             | SPD          | 165.000                                  |                                                              | |
| Bernhard Loos              | CDU/CSU      | 163.000                                  |                                                              | |
| Max Straubinger            | CDU/CSU      | 157.000                                  |                                                              | |
| Ulla Schmidt               | SPD          | 151.500                                  |                                                              | |
| Lars Klingbeil             | SPD          | 147.000                                  |                                                              | |
| Rüdiger Kruse              | CDU/CSU      | 147.000                                  |                                                              | |
| Dietmar Nietan             | SPD          | 147.000                                  |                                                              | |
| Hagen Reinhold             | FDP          | 147.000                                  |                                                              | |
| Karlheinz Busen            | FDP          | 109.000                                  |                                                              | |
| Georg Nüßlein              | CDU/CSU      | 108.500                                  |                                                              | |
| Alexander Müller           | FDP          | 105.000                                  |                                                              | |
| Oliver Luksic              | FDP          | 92.000                                   |                                                              | |
| Reinhard Houben            | FDP          | 87.500                                   |                                                              | |
| Nezahat Baradari           | SPD          | 75.000                                   |                                                              | |
| Grigorios Aggelidis        | FDP          | 73.500                                   |                                                              | |
| Bernhard Daldrup           | SPD          | 73.500                                   |                                                              | |
| Esther Dilcher             | SPD          | 73.500                                   |                                                              | |
| Torbjörn Kartes            | CDU/CSU      | 73.500                                   |                                                              | |
| Alexander Throm            | CDU/CSU      | 73.500                                   |                                                              | |
| Thomas de Maizière         | CDU/CSU      | 68.500                                   |                                                              | |
| Fritz Güntzler             | CDU/CSU      | 67.500                                   |                                                              | |
| Johann Wadephul            | CDU/CSU      | 65.500                                   |                                                              | |
| Heribert Hirte             | CDU/CSU      | 63.500                                   |                                                              | |
| Wolfgang Kubicki           | FDP          | 62.000                                   |                                                              | |
| Sahra Wagenknecht          | Linke        | 56.500                                   |                                                              | |
| Arnold Vaatz               | CDU/CSU      | 54.500                                   |                                                              | |
| Johannes Fechner           | SPD          | 54.000                                   |                                                              | |
| Marc Henrichmann           | CDU/CSU      | 52.000                                   |                                                              | |